# Krieg in Afghanistan (1979–1989)
Der Afghanistankrieg (russisch Афганская война Afganskaja woina, deutsch ‚Afghanischer Krieg‘) oder Sowjetische Krieg in Afghanistan (paschtunisch په افغانستان کې شوروی جګړه, persisch جنگ شوروی در افغانستان Dschang-e Schurawi dar Afganestan, DMG Ğang-i Šuravī dar Afġānistān) fand zwischen 1979 und 1989 statt. Er begann mit der militärischen Unterstützung der durch einen Putsch an die Regierung gekommenen afghanischen Machthaber durch die Sowjetunion gegen die zahlreichen Gruppierungen der Mudschahedin, die sich vor allem als Reaktion auf die Säkularisierung Afghanistans bildeten. Nach der Logik des Kalten Krieges wurden diese islamistischen Rebellengruppen politisch und materiell von den USA sowie einigen NATO-Staaten und Teilen der islamischen Welt auch unterstützt, um die Sowjetunion zu schwächen.
Mit der sowjetischen Invasion und der Ermordung des Regierungschefs Hafizullah Amin sollte die Regierung der Demokratischen Republik Afghanistans (DRA) „stabilisiert“ werden.

## Verlauf

### Afghanischer Bürgerkrieg bis 1979
Nach dem Staatsstreich durch die kommunistische Demokratische Volkspartei Afghanistans (DVPA) unter Nur Muhammad Taraki am 27. April 1978 durch die Saurrevolution betrieb dieser eine Annäherung an den Ostblock, um die gesellschaftliche Umgestaltung (Enteignungen zur Bodenreform) voranzutreiben.
Insbesondere die forcierte Säkularisierung sowie die Entmachtung und teilweise Ermordung der Oberschicht führten schnell zu einem breiten Widerstand der Bevölkerung. Es gründeten sich in dieser Zeit rund 30 islamistische Mudschahedin-Gruppen. Überdies kam es auch zu politischen Richtungsstreitigkeiten und Machtkämpfen innerhalb der DVPA. Mit der Ermordung des Ministerpräsidenten Nur Muhammad Taraki im September 1979 übernahm Hafizullah Amin die Macht und versuchte den Widerstand niederzuschlagen. In der Folge eskalierte der Bürgerkrieg, der bald von der CIA unterstützt und finanziert wurde.
Taraki hatte seit Ende 1978 mehrfach und dringend um sowjetische Militärhilfe gebeten, um innere Unruhen zu bekämpfen. Damals lehnte die Sowjetunion, unter anderem wegen des hohen außenpolitischen Risikos, die militärische Hilfe ab. Da der KGB nun jedoch fürchtete, Amin könne sich an den Westen anlehnen und NATO-Truppen ins Land rufen, um seine Macht zu sichern, mehrten sich innerhalb der Führung der UdSSR die Stimmen, die sich für eine zeitlich begrenzte Militärintervention aussprachen. Als die Beziehungen zum Westen nach dem NATO-Doppelbeschluss vom 12. Dezember 1979 einen neuen Tiefpunkt erreicht hatten, setzte sich diese Position durch, und so gab Leonid Iljitsch Breschnew den Einsatzbefehl. Dies war indes nicht Ausdruck der Breschnew-Doktrin, mit der sich die Sowjetunion ein Interventionsrecht in sozialistischen Staaten zusprach. Afghanistan unter dem Taraki-Regime galt nicht als sozialistischer Staat, sondern nur als „Staat sozialistischer Orientierung“.
Als Motiv für die Intervention werden die Sorge um die muslimische Bevölkerung der südlichen Sowjetrepubliken genannt, die sich von dem Aufstand der afghanischen Widerstandsgruppen möglicherweise anstecken lassen könnten. Auch wird vermutet, dass die Sowjetunion damit das strategische Ziel verfolgte, bis zum Indischen Ozean vorzudringen. Der deutsche Politikwissenschaftler Helmut Hubel vertritt dagegen die These, dass es der sowjetischen Führung aus einer Position der eigenen Stärke darum gegangen wäre, ihre bereits sicher geglaubte Machtposition zu verteidigen und Afghanistan in ihrer Einflusssphäre zu behalten. Außerdem war man unsicher hinsichtlich geheimer Treffen Amins mit US-Diplomaten und befürchtete eine islamische Revolution nach dem Vorbild Irans.

### Sowjetischer Einmarsch

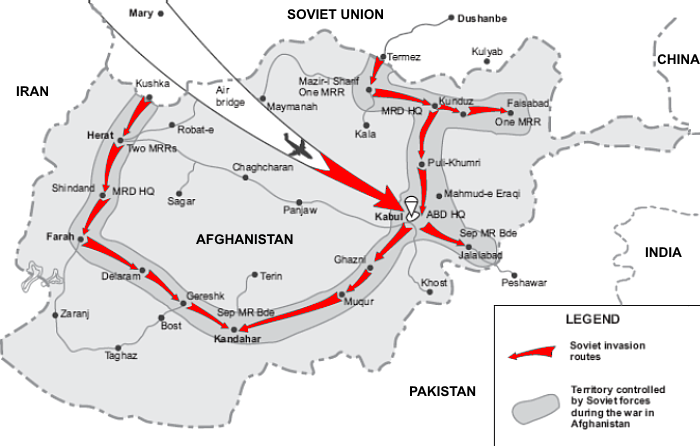
Verlauf der Invasion

Am 25. Dezember 1979 überschritten die ersten Einheiten der für den Afghanistan-Einsatz neu gebildeten sowjetischen 40. Armee unter Marschall Sergei Sokolow, die 5. und 108. Motorisierte Schützendivision, bei Termiz und Kuschka die Grenze nach Afghanistan. Gleichzeitig wurden 7000 Elitesoldaten der 103. Witebsker Luftlandedivision nach Kabul und Bagram eingeflogen. Am ersten Tag der Invasion kamen bei einem Absturz eines Militärtransportflugzeuges vom Typ Il-76 an einem Berg nahe Kanzak (nordöstlich von Kabul) der Pilot, 37 Fallschirmjäger und neun weitere Soldaten ums Leben.
Am 27. Dezember führten schon länger im Land befindliche Spezialtruppen des KGB mit Unterstützung durch Fallschirmjäger die Operation Storm-333 durch, indem sie den Tajbeg-Palast und weitere operativ wichtige Punkte in Kabul erstürmten und Amin töteten. Die bisherige afghanische Führung wurde mit einem Schlag ausgeschaltet, politische Gefangene befreit und noch am selben Tag wurde im Rundfunk die Regierungsübernahme durch Babrak Karmal verkündet. Der Widerstand der afghanischen Armee war gering, und die meisten Kommandeure erklärten sich unter dem Einfluss der ihnen zur Seite gestellten sowjetischen Militärberater bald bereit, mit der neuen Regierung zusammenzuarbeiten. Diese versuchte, einerseits den Bürgerkrieg zu deeskalieren und andererseits die Anbindung an die Sowjetunion, unter anderem durch ein Abkommen über eine Truppenstationierung, zu stärken.
Das Begrenzte Kontingent der sowjetischen Truppen in Afghanistan (offizielle Bezeichnung; russ. Ограниченный контингент советских войск в Афганистане, ОКСВА) umfasste bereits im Februar 1980 85.000 Soldaten. Die Truppenstärke wurde bis 1988 weiter auf etwa 115.000 vergrößert.

#### Internationale Reaktion
Die militärische Intervention wurde umgehend von westlichen und islamischen Staaten verurteilt. Sie überschattete die Olympischen Sommerspiele 1980 (Moskau/Tallinn), die deshalb von vielen Staaten boykottiert wurden.

### Militärischer Widerstand

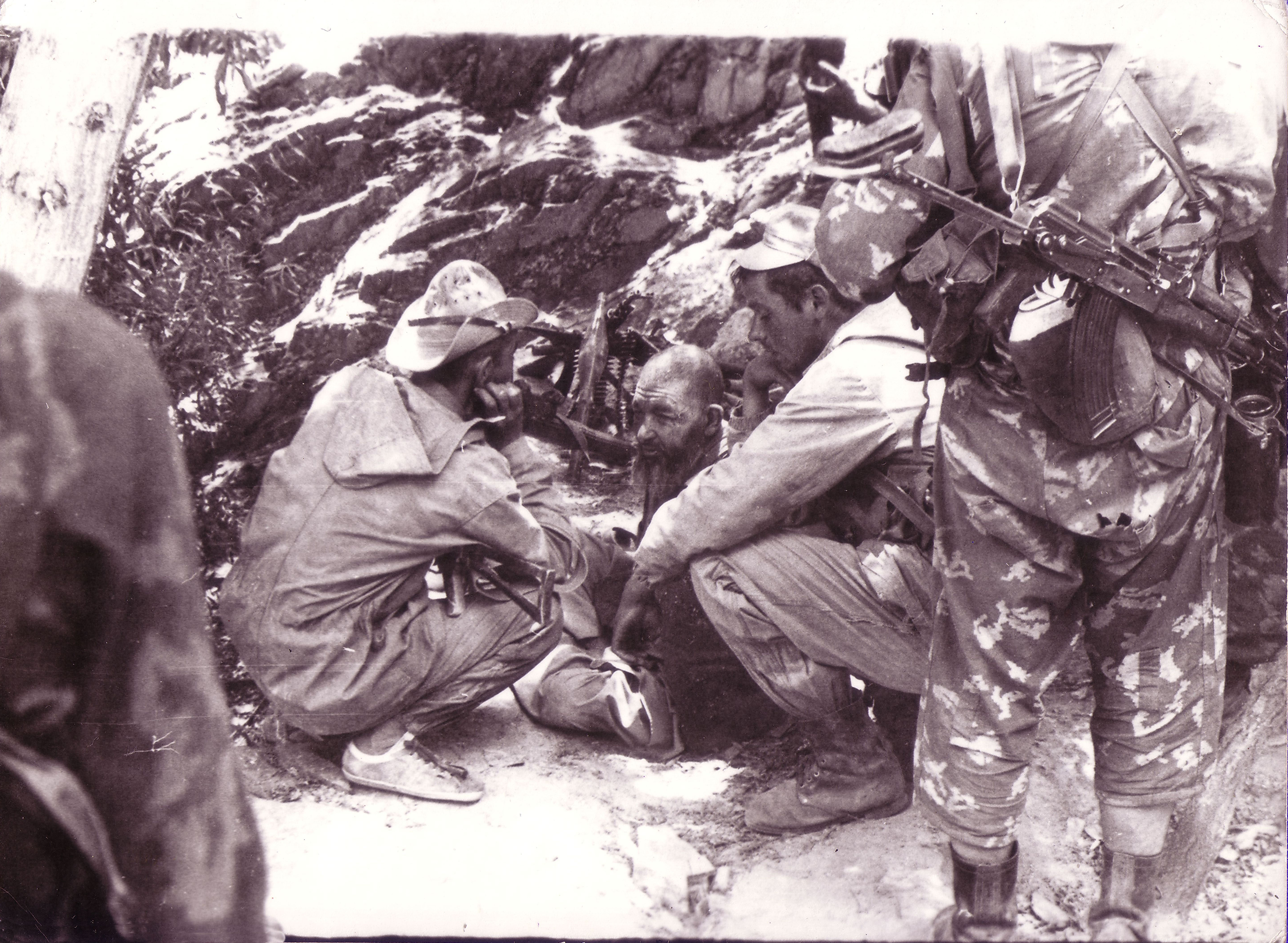
Speznas-Truppen beim Verhör eines gefangenen Mudschaheds

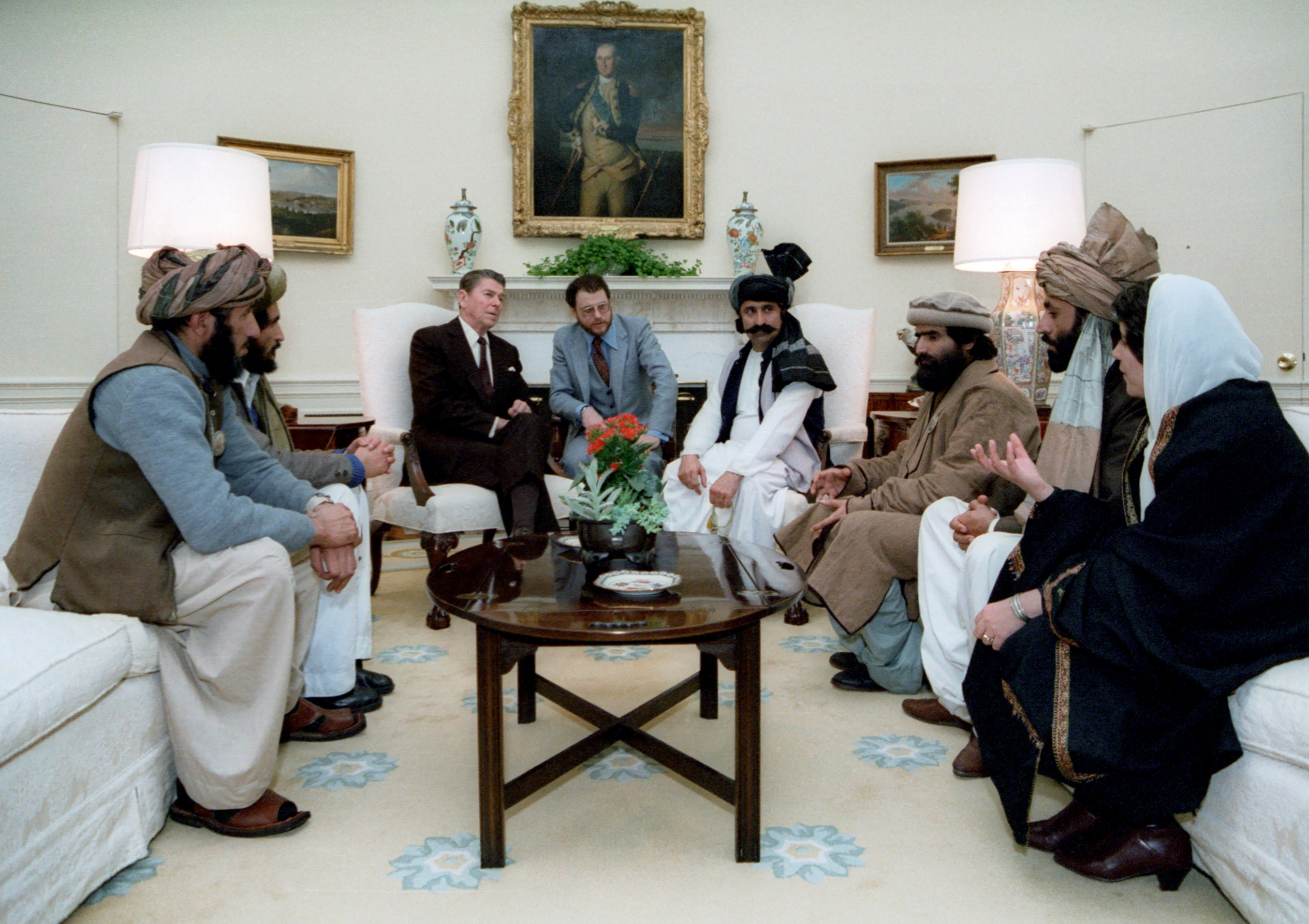
Ronald Reagan mit Mudschahedin, 1983

Etwa zwei Drittel der afghanischen Armee schlossen sich dem Widerstand gegen die Sowjets an. Die konservativen Mudschahedin erfuhren zusehends internationale Unterstützung. Am 21. März 1980 gründete sich die Islamische Union der afghanischen Mudschahedin (auch Peschawar-Sieben genannt) als ein Bündnis islamistischer und monarchistischer Gruppierungen. Diese waren untereinander zerstritten und die Kooperation beschränkte sich auf die Bekämpfung der kommunistischen Herrschaft. Der Krieg wurde von beiden Seiten rücksichtslos und grausam geführt; sowohl die Sowjets und die Regierungstruppen als auch die Mudschahedin begingen Kriegsverbrechen.

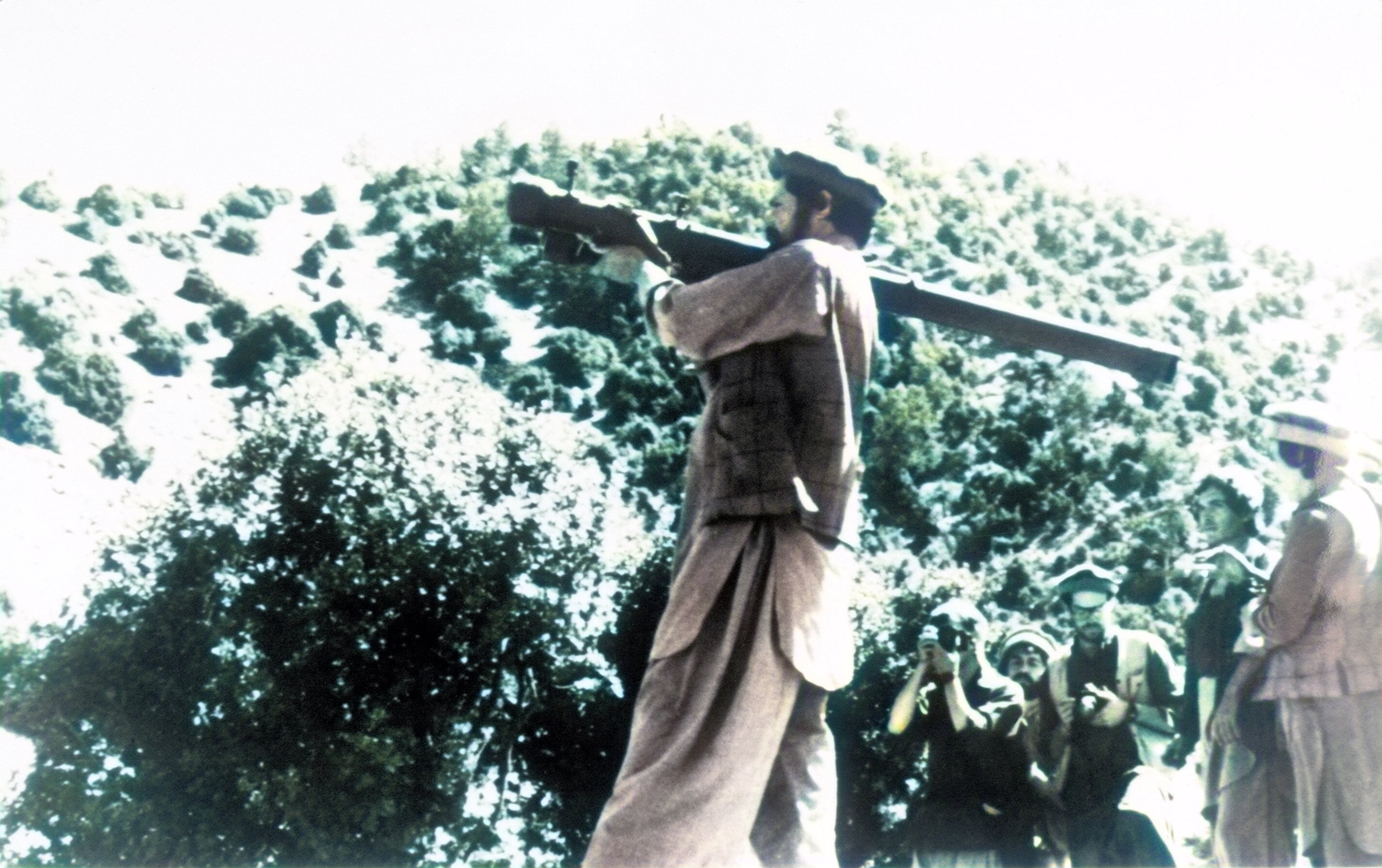
Mudschahed bewaffnet mit einem Strela-2-MANPADS

Der Kampf gegen die sowjetischen Invasoren und die kommunistische Regierung wurde insbesondere von einer Allianz aus sieben islamischen Parteien geführt, die ihren gemeinsamen Generalstab in Pakistan hatten und untereinander zerstritten waren. Die Anführer dieser Parteien wurden von der westlichen Presse auch Warlords („Kriegsfürsten“) genannt. Pakistan, das insbesondere den islamistischen Warlord Hekmatyar intensiv unterstützte und eigene Interessen im Nachbarland verfolgte, war neben den USA der wichtigste Verbündete der antikommunistischen Kräfte.
Den sowjetischen und afghanischen Regierungstruppen gelang es trotz ihrer militärischen Überlegenheit und Lufthoheit nicht, den Widerstand der Mudschahedin zu brechen. Zwar konnten sie schnell wichtige Städte und Straßen in den Tälern besetzen, über weite Gebiete außerhalb der großen Städte hatten sie jedoch keine Kontrolle. Im Jahr 1982 wurde schließlich eine militärische Pattsituation erreicht, während der Kampf von beiden Seiten immer brutaler geführt wurde. Auf die Guerillataktik der Mudschahedin im Jagdkampf, die in der Regel keine Gefangenen machten, reagierte die Sowjetarmee unter anderem mit Terror gegen die Zivilbevölkerung.
Eine Wende in dem andauernden Konflikt kam erst 1985 mit der Wahl von Michail Gorbatschow zum neuen Generalsekretär der KPdSU, der mit dem Versprechen angetreten war, den Krieg in Afghanistan zu beenden. Dies geschah zu einem Zeitpunkt, als die Sowjets begonnen hatten, ihre Truppen per Transporthubschrauber sowie Truppen transportierende Mil Mi-24 in Kampfgebiete im Land zu verlegen, um gegen die Rebellen keine Bodenkämpfe führen zu müssen. Nach den ersten Erfolgen verloren die sowjetischen Truppen infolge der Lieferung hochmoderner Stinger-Raketen an die Mudschahedin durch die CIA die Möglichkeit solcher Lufttransporte. Die sowjetische Führung gelangte zu der Einsicht, dass der Krieg nicht zu gewinnen war, und suchte fortan nach einem Weg, ihre Truppen aus dem Land abzuziehen, ohne das Gesicht zu verlieren.
Im Mai 1986 löste Mohammed Nadschibullāh Karmal als Regierungschef ab und versuchte, den Krieg durch Verhandlungen zu entschärfen. Babrak Karmal blieb aber bis zum 20. November 1986 Vorsitzender des Revolutionsrates und somit Staatsoberhaupt.

### Rückzug der sowjetischen Truppen

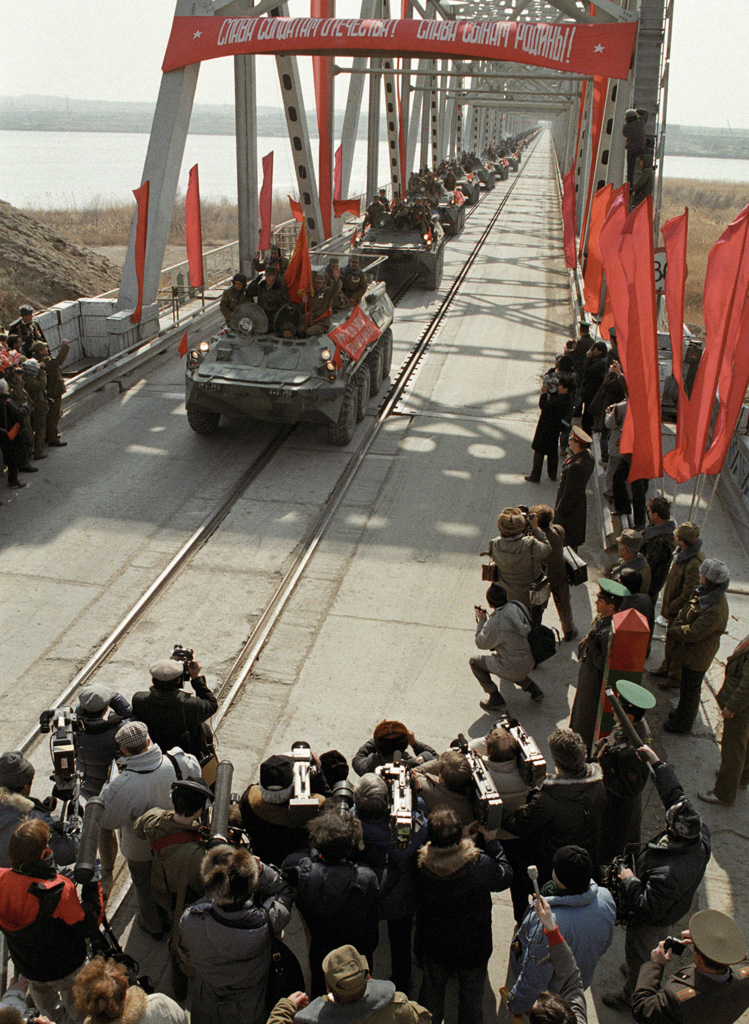
Die letzten sowjetischen Soldaten verlassen Afghanistan über die Brücke von Termiz

Die ab 1982 in Genf unter Vermittlung der Vereinten Nationen geführten indirekten Verhandlungen zwischen Afghanistan und Pakistan führten am 14. April 1988 zur Unterzeichnung des Genfer Abkommens, das die Normalisierung der Beziehungen zwischen beiden Staaten und die Nichteinmischung in die inneren Angelegenheiten des jeweils anderen Staates vorsah. Ergänzend wurde die Rückkehr der in Pakistan befindlichen afghanischen Flüchtlinge vereinbart. Die Sowjetunion und die USA garantierten den Verzicht auf jegliche Einmischung in die inneren Angelegenheiten Afghanistans. Der Rückzug der sowjetischen Truppen sollte bis Mitte Februar 1989 beendet sein. Die Mudschahedin lehnten das am 15. Mai 1988 in Kraft getretene Abkommen ab und wollten sich auch nicht an der Koalitionsregierung unter Nadschibullāh beteiligen. Ab 15. Mai 1988 begann die Sowjetunion mit dem Abzug der offiziell 100.300 Soldaten aus Afghanistan. Laut dem Journalisten Sawik Schuster hatte Gorbatschow auf einer Garantie der UNO bestanden, dass während des Abzuges der Truppen keine Soldaten von Mudschahedin getötet würden. In einer geheimen Mission der UNO war Schuster im April 1988 in Afghanistan und erhielt von den vereinigten Kommandanten eine Woche vor der Unterzeichnung des Genfer Abkommens das von Gorbatschow verlangte Versprechen.

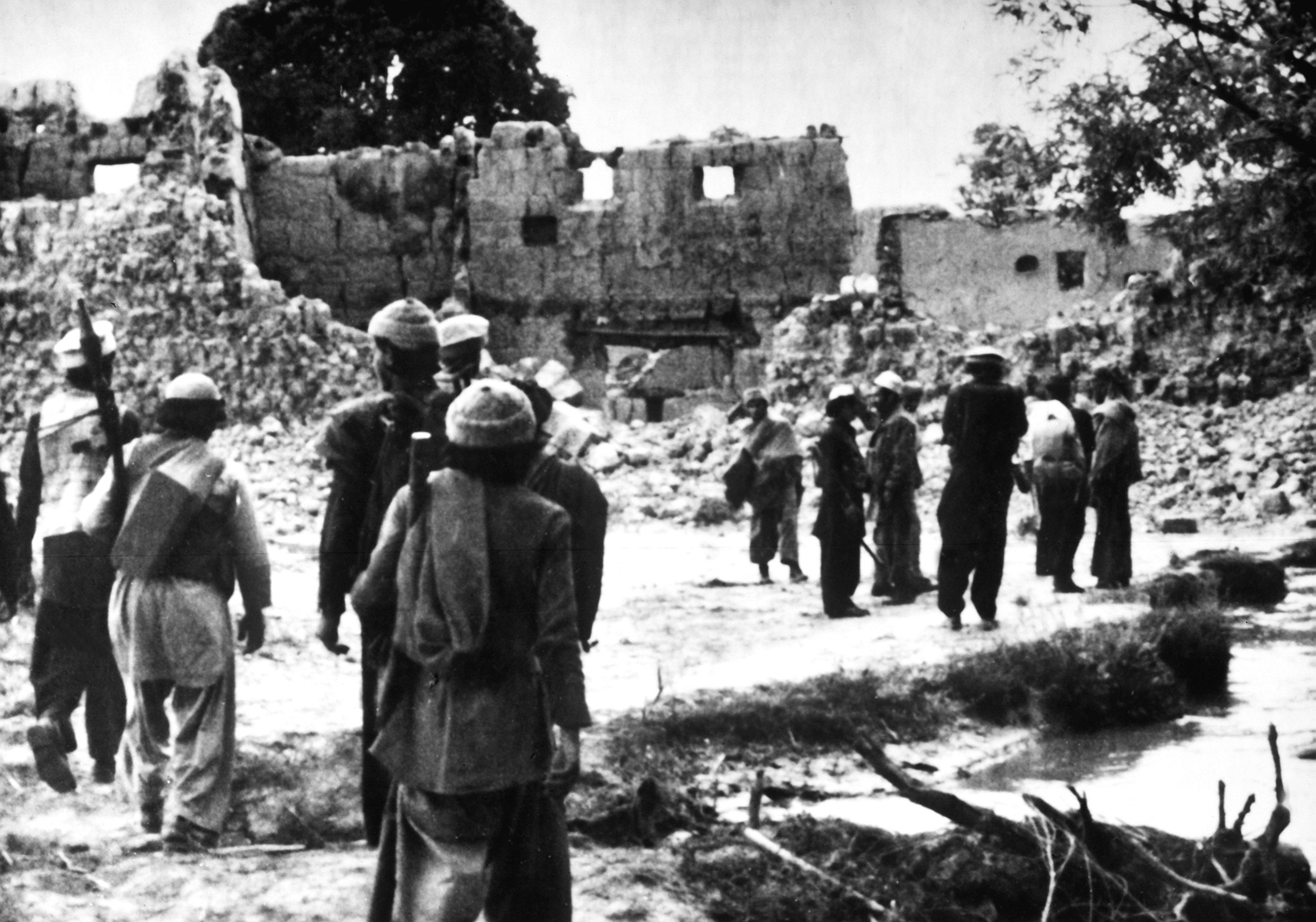
Bewaffnete Mudschaheddin in einem zerstörten Dorf, 1988

Auf Grund weiterer Angriffe seitens der Mudschahedin wurden die sowjetischen Soldaten im Juli 1988 jedoch erneut in Kämpfe verwickelt, eine Darstellung, welcher Schuster entschieden widersprach; „nie“ wären aus den Wachposten, welche die Mudschadehin entlang der Straße von Kabul nach Termiz errichtet hatten, Schüsse gefallen. Im Gegenteil hätten die Sowjets ihr Versprechen gebrochen, als bei der Operation Taifun ab 23. Januar 1989 bis zu zweitausend Zivilisten getötet wurden. Tote Zivilisten waren als Anklage an der Straße abgelegt worden, auf der der Truppenabzug stattfand.
Bis 15. Februar 1989 war der Abzug beendet. Afghanistan hatte zwischen 600.000 und 1,5 Millionen Tote zu beklagen, nach Schätzungen des UNHCR waren 6,2 Millionen Menschen wegen des Krieges nach Pakistan und Iran geflohen. Im Jahr 1989 veröffentlichte der sowjetische Generalstab die Zahl von 13.833 gefallenen Soldaten, Ende der 1990er wurde die offizielle Zahl auf mehr als 15.000 Gefallene angehoben, nach späteren Angaben des russischen Generalstabes gab es auf sowjetischer Seite über 26.000 Tote.

### Der Weg in den neuen Bürgerkrieg
Der Abzug der sowjetischen Truppen hinterließ Afghanistan politisch und militärisch ohne Ordnung. Die Regierung Mohammed Nadschibullāh war ebenso wie der heterogene Widerstand nicht in der Lage, einen Führungsanspruch auszubauen und eine in der Bevölkerung mehrheitlich akzeptierte Regierung zu bilden. Bereits im Januar 1989 wurde das von den Mudschahedin eingeschlossene Kabul nur noch über eine sowjetische Luftbrücke versorgt. Die antikommunistischen Widerstandsorganisationen bildeten im Februar 1989 eine Gegenregierung im pakistanischen Peschawar. Nach dem Abzug des letzten sowjetischen Soldaten am 15. Februar 1989 leistete die Sowjetunion anfangs noch materielle Unterstützung für die Führung in Kabul. Da im Genfer Abkommen nur der Abzug der Streitkräfte geregelt war, verblieben zahlreiche sowjetische Berater in Kabul. Bis zum Sommer tobte die Schlacht um Dschalalabad, in der die Gruppen der Mudschahedin erfolglos blieben. Die Mudschahedin, insbesondere deren größte Parteien Hizb-i Islāmī und Dschamiat-i Eslami-ye Afghanistan unter Burhānuddin Rabbāni, verstrickten sich in Kämpfe untereinander, die über Jahre hinweg anhielten. Im Frühjahr 1990 unternahm der damalige Kriegsminister Nawaz Tanai einen Putschversuch gegen Nadschibullāh. Dieser scheiterte und es folgten politische Säuberungen. Gleichzeitig gab infolge des zunehmenden Widerstands die kommunistische Regierungspartei im Juni 1990 ihr Machtmonopol auf und benannte sich in „Heimatpartei“ („Watan“) um.
Bis zum Frühjahr 1992 brachten die Mudschahedin den größten Teil von Afghanistan militärisch unter ihre Kontrolle. Am 16. April 1992 gab Nadschibullāh auf Vermittlung der UNO die Macht ab, nachdem sich Russland als Nachfolgestaat der UdSSR mit den USA auf die Einstellung der jeweiligen Militärhilfe geeinigt und bereit erklärt hatte, eine islamische Regierung in Afghanistan zu akzeptieren. Ein Vierrat aus Nadschibullāhs Watan-Partei übernahm die politische Führung. Am 25. April 1992 wurde Kabul kampflos an die Mudschahedin übergeben und in sechs Einflussbereiche aufgeteilt, deren Grenzen vermint waren. Die Mudschahedin übernahmen in den folgenden Tagen auch alle übrigen Städte und Garnisonen in der Umgebung. Die verschiedenen Mudschahedin-Gruppierungen begannen jedoch sofort nach der Eroberung Kabuls, sich gegenseitig zu bekämpfen. Es entbrannte ein weiterer Bürgerkrieg.
Aus den folgenden Auseinandersetzungen, die nur noch auf geringes Interesse im Westen stießen, gingen schließlich die fundamentalistischen Taliban als Sieger hervor und errichteten einen islamistischen Gottesstaat.

## Rolle einzelner Staaten

### Pakistan

Bereitstellung der Ressourcen im Afghanistankrieg (nach Yousaf, The Bear Trap)

Zum Zeitpunkt des Einmarsches der sowjetischen Truppen regierte in Pakistan eine islamistische Militärregierung unter Mohammed Zia-ul-Haq. Pakistan fühlte sich von der nach Afghanistan vordringenden Sowjetunion im Westen und dem Sowjet-Alliierten Indien im Osten in seiner Existenz bedroht und wollte einem möglichen koordinierten Angriff der beiden Hegemonialmächte vorbeugen. Dabei spielte sowohl die Verteidigung des Islam als auch des pakistanischen Staates eine Rolle. Zia beauftragte den als die zweitgrößte Autorität des Landes geltenden Generaldirektor des Geheimdienstes, General Akhtar Abdur Rahman Shaheed, mit der Ausarbeitung möglicher Lösungen und entschied sich schließlich für die geheime Unterstützung der Mudschahedin. Zia hoffte auf Unterstützung seitens der arabischen Welt als Kämpfer für den Islam und seitens des Westens als Gegner des Kommunismus.
Schon vor Beginn des Krieges ließen sich afghanische islamistische Parteien, die im Konflikt mit der säkular ausgerichteten afghanischen Regierung unter Mohammed Daoud Khan standen, im pakistanischen Peschawar nieder. Mit dem sowjetischen Einmarsch verstärkte Pakistan seine Bemühungen, den sunnitischen Widerstand zu unterstützen. Sieben von Pakistan ausgewählte Mudschaheddin-Gruppen durften sich in Pakistan niederlassen. Der pakistanische Geheimdienst Inter-Services Intelligence (ISI) übernahm die Organisation und Ausbildung der verschiedenen Mudschahedin-Gruppen, die Verteilung von Waffen und anderer Ressourcen als Mittelsmann sowie die strategische Planung des Krieges. Dabei wandte Pakistan die „Strategie der tausend Nadelstiche“ an, die darin bestand, durch eine große Zahl von Guerilla-Angriffen den Feind zu destabilisieren. Von offizieller Seite wurde Pakistans Rolle im Afghanistan-Krieg stets bestritten.
Der Stützpunkt der ISI, von dem aus der Afghanistan-Krieg geleitet wurde, war das Ojhri-Lager im Norden von Rawalpindi. Neben einem Lager, das 70 % der Waffen passierten, befand sich dort auch ein Trainingslager mit Simulatoren, das später insbesondere für die Stinger-Raketen verwendet wurde, sowie eine Einheit zur psychologischen Kriegführung. Weitere Lager der ISI befanden sich unter anderem in der Nähe der Mudschahedin-Quartiere in Peschawar und Quetta. Von 1984 bis 1987 absolvierten über 80.000 Mudschahedin in pakistanischen Lagern eine Waffenausbildung.

### Vereinigte Staaten

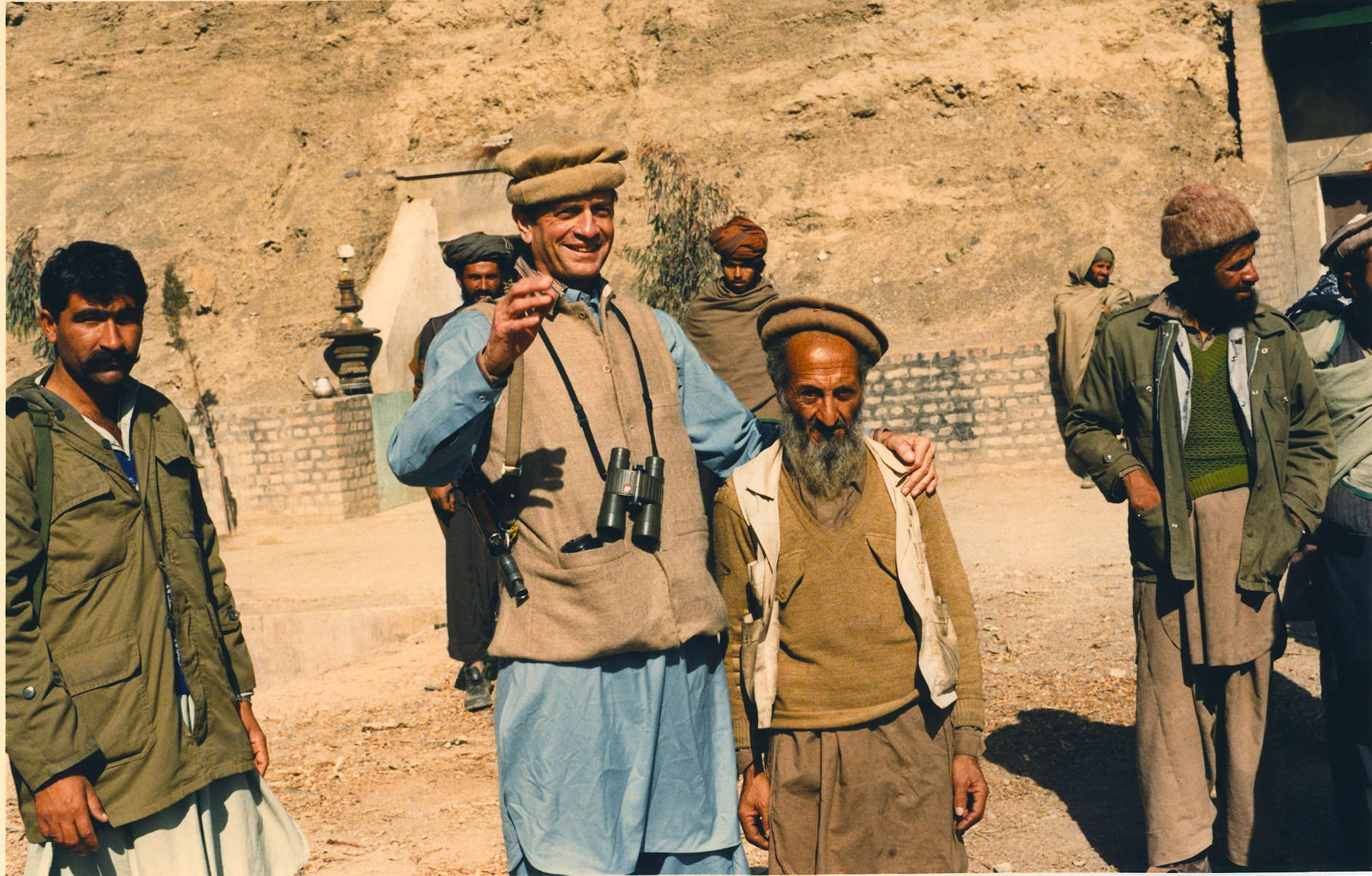
Charlie Wilson mit afghanischen Mudschahedin

Der Nationale Sicherheitsberater von US-Präsident Jimmy Carter, Zbigniew Brzeziński, gibt an, Carter habe mit der von ihm empfohlenen Unterstützung der Mudschahedin die Wahrscheinlichkeit erhöht, dass die Sowjetunion in die – wie er es später nannte – „afghanische Falle“ tappen würde. Die Darstellung, man habe die Sowjets in eine solche Falle gelockt, wird allerdings von Zeitzeugen als „nicht faktenbasiert“ zurückgewiesen.
In den ersten Monaten des Krieges standen das Verteidigungsministerium der Vereinigten Staaten und die CIA einer Unterstützung Zias reserviert gegenüber, da eine baldige Kontrolle Afghanistans durch die Sowjetunion unausweichlich schien. Tatsächlich wurde nach der Einnahme Kabuls das neue Regime von den USA anerkannt, indem sie den Botschafter Adolph Dubs als diplomatischen Vertreter in die afghanische Hauptstadt sandten.
Führende Mitglieder der CIA, einschließlich ihres Direktors William Joseph Casey, betrachteten einen Krieg jedoch bald nicht nur als Möglichkeit zum Kampf gegen den Kommunismus im Allgemeinen. Es bot sich die Gelegenheit, in Afghanistan den verlorenen Vietnamkrieg vergessen zu machen. Die Rolle der CIA lag sowohl in der Bereitstellung von Waffen als auch in der Unterstützung Pakistans durch Geheimdienstinformationen wie Satellitenaufnahmen und abgehörte Funksprüche der sowjetischen Armee. Die Waffen stammten aus China, Ägypten, Israel, den USA, Großbritannien und weiteren Staaten. Sie wurden von der CIA nach Pakistan geliefert, wo die ISI sie an die Stützpunkte der Mudschahedin-Führer verteilte. Der finanzielle Umfang der US-amerikanischen Unterstützung lag insgesamt zwischen zwei und sechs Milliarden US-Dollar.

### Saudi-Arabien
Saudi-Arabien unterstützte seit 1980 die sunnitischen Mudschaheddin. Das Land verdoppelte die finanzielle Unterstützung der Mudschaheddin aus den Vereinigten Staaten. Zudem finanzierte Saudi-Arabien die Teilnahme islamistischer Extremisten am Krieg, die in Opposition zum saudischen Königshaus standen.

### Iran
Iran nahm etwa 1,7 bis 2,2 Millionen afghanische Flüchtlinge auf. Das Land unterstützte die schiitischen Mudschaheddin. Da sich Iran während des sowjetisch-afghanischen Krieges im Ersten Golfkrieg befand, blieb die Unterstützung aus Iran gering. Auf Drängen Irans schlossen sich 1989 die schiitischen Mudschaheddin-Parteien zusammen.

### Bundesrepublik Deutschland
Die Bundesregierung verdoppelte 1980 die Entwicklungshilfe für Pakistan und stellte 1981 rund 60 Millionen DM für die Flüchtlingshilfe bereit. Afghanische Mudschahedin-Führer wurden in der BRD empfangen, unter ihnen der eher royalistisch-moderate Ahmed Gailani und Gulbuddin Hekmatyār von der Islamistischen Partei Hizb-i Islāmī. Angesichts der Hungersnot erhielt der afghanische Widerstand direkte Zuwendungen der Bundesregierung über 100.000 DM. Zudem unterstützte die CSU-nahe Hanns-Seidel-Stiftung die Hizb-i Islāmī finanziell. Pro-Hekmatyār-Aktivisten eröffneten 1980 in Bonn ein Büro, das sich zur Drehscheibe für die Anwerbung von Unterstützung im Westen entwickelte.
Der bundesdeutsche Nachrichtendienst BND verfolgte im Rahmen der verdeckten Operation Sommerregen das Ziel, sowjetische Militärausrüstung zu beschaffen und zu analysieren. Diese Operation war von der Bundesregierung genehmigt und mit einem Budget von 250.000 DM ausgestattet. Dazu unterhielt der BND in Pakistan eine Sanitätsstation als Tarnung, über die Waffen in die Bundesrepublik zur weiteren Analyse weitertransportiert wurden.

### Deutsche Demokratische Republik
Wie die Sowjetunion unterstützte auch die DDR Befreiungsbewegungen in der Dritten Welt, vor allem in afrikanischen Ländern, mit Militär- und Wirtschaftshilfen. Die zeitgenössische Presse spekulierte über „Honeckers Afrika-Korps“ und das Time Magazine titelte: „Hier kommen Europas Kubaner“. Tatsächlich entsprachen diese Berichte weitgehend nicht der Realität und das Engagement der DDR in der Dritten Welt war begrenzt und blieb weit hinter dem von Kuba zurück. Afghanistan war für die DDR trotz der sozialistischen Orientierung des Landes kein Schwerpunktland ihrer Außen- und Entwicklungspolitik. Im Mai 1982 schloss die DDR anlässlich eines Staatsbesuchs Babrak Karmals mit Afghanistan einen „Vertrag über Freundschaft und Zusammenarbeit“ ab. Die Zusammenarbeit der DDR mit Afghanistan fokussierte sich hauptsächlich auf den Bildungssektor. Für die DDR waren die Aktivitäten in Afghanistan vor allem Ausdruck ihrer Bündnistreue zum „großen Bruder“ Sowjetunion.
Etwa einhundert Offiziere der afghanischen Streitkräfte erhielten an der Offiziershochschule für ausländische Militärkader „Otto Winzer“ in Prora auf Rügen eine Ausbildung. Berichten des Bundesnachrichtendienstes zufolge habe die DDR Hubschrauberpiloten der NVA nach Afghanistan entsandt. Der afghanische Geheimdienst KhAD und die afghanische Polizei wurden unter Anleitung von DDR-Sicherheitsbeamten neu strukturiert und aufgerüstet. Von Ost-Berlin aus wurden Mudschahedin-Organisationen in der Bundesrepublik im Rahmen von Geheimdienstoperationen infiltriert. Laut Dokumenten des US-Kongresses lieferte die DDR über Alexander Schalck-Golodkowskis Bereich Kommerzielle Koordinierung Waffen für den afghanischen Widerstand an die CIA. Unklar ist, ob die DDR-Führung von den Lieferungen wusste.
Am 9. März 1980 verübte Josef Kneifel aus Protest gegen den sowjetischen Einmarsch einen Bombenanschlag auf einen sowjetischen Panzer in Karl-Marx-Stadt, der als Denkmal „für die Befreiungstaten der Roten Armee“ diente. Er wurde dafür zu lebenslanger Haft verurteilt.

### Weitere Staaten
Zahlreiche weitere Staaten werden mit der Unterstützung der Mudschaheddin in Verbindung gebracht, wie die Volksrepublik China, das Vereinigte Königreich, Ägypten, die Türkei, Israel, Japan, Libyen oder Frankreich. Art und Umfang der Unterstützung aus diesen Staaten sind bisher allerdings kaum erforscht.

## Wahrnehmung in westlichen Staaten
Aufgrund der schwierigen Bedingungen des in äußerst hartem Terrain stattfindenden Guerilla-Kampfes konnten nur wenige Journalisten die Mudschahedin begleiten, und die über diesen Krieg veröffentlichten Informationen blieben notwendigerweise ungenau und beeinflusst. Einige Journalisten überredeten die Mudschahedin-Kommandanten, vor laufender Kamera Raketenangriffe zu simulieren. Ein Großteil der Filmaufnahmen des Kriegs wurde von Privatleuten gemacht, die mit diesem Material in westlichen Staaten um finanzielle Unterstützung für die Mudschahedin warben. Ein weiterer großer Teil der privat erstellten Filmaufnahmen hatte die Situation der Flüchtlinge zum Thema, die in den pakistanischen und iranischen Flüchtlingslagern auf Hilfe von außen angewiesen waren.

## Folgen für die Sowjetunion

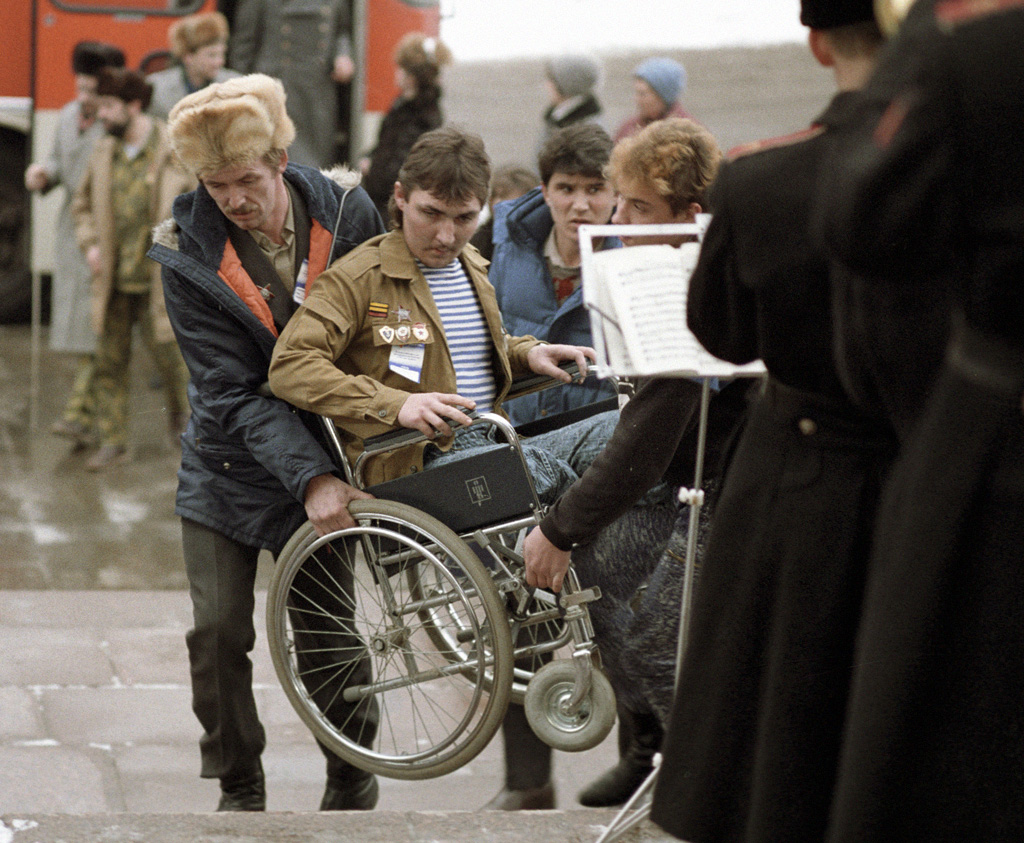
Treffen sowjetischer Afghanistan-Veteranen 1990

Außer einer kurzen Phase unter Tschernenko, war die sowjetische Führung mehr interessiert daran die Kosten zu minimieren als den Krieg zu gewinnen. Der Afghanische Krieg war in der Sowjetunion selbst äußerst unpopulär. Viele wehrpflichtige Jugendliche aus der gesamten Sowjetunion, die als Soldaten in diesem Krieg kämpfen mussten, erkrankten, erlitten Verwundungen und/oder Kriegstraumata oder starben. Außerdem wirkte der Afghanistankrieg als Katalysator für die wachsende Drogenproblematik und -kriminalität innerhalb der Sowjetunion, denn die Verbreitung von Rauschmitteln wie Heroin wurde durch ihn enorm gefördert. Auch insofern besteht eine Parallele zum Vietnamkrieg der USA.
Wegen der Geheimhaltung, die alle militärischen Angelegenheiten umgab, und der Zensur der Medien waren Berichte über diese Aspekte des Krieges nicht möglich. Die sowjetische Bevölkerung konnte sich nicht mit den Zielen des Einsatzes „in der fremden Wüste“ identifizieren; das Vertrauen der sowjetischen Bevölkerung zur politischen Führung schwand weiter. Der Afghanistankrieg und seine enormen Kosten beschleunigten nach Ansicht einiger Historiker den Prozess, der schließlich zur Auflösung der Sowjetunion führte. Angriffe der Mudschaheddin auf sowjetisches Territorium blieben die Ausnahme.

## Rezeption im Kino
Ende der 1980er Jahre wurde das Thema in mehreren Hollywood-Actionfilmen verarbeitet. Die internationale Ablehnung des Einmarsches der Sowjetunion in Afghanistan wurde dabei zur Aufwertung des jeweiligen Filmhelden genutzt, der auf Seiten der Einheimischen gegen die sowjetischen Invasoren kämpft, wie in James Bond 007 – Der Hauch des Todes oder Rambo III. Der Film Ken Folletts Roter Adler von 1994, basierend auf Ken Folletts Thriller Die Löwen, benutzt ebenfalls die Ereignisse in Afghanistan als Rahmenhandlung. Die politischen Hintergründe der Finanzierung der Aufständischen durch die CIA behandelt der Film Der Krieg des Charlie Wilson aus dem Jahr 2007. Auch Adam Curtis 2015 erschienener Dokumentarfilm Bitter Lake widmet sich diesem Themenkomplex.
Auch in der Sowjetunion bzw. in Russland wurde das Thema in Filmen aufgegriffen, wie etwa in Heißer Sommer in Kabul aus dem Jahr 1983, in dem Dokumentarfilm Ist es leicht, jung zu sein? von 1986 über die Vergeblichkeit einer Rückkehr junger Afghanistan-Veteranen in das „normale“ Leben ihrer Altersgenossen, in Afghan Breakdown von 1990, in Die Neunte Kompanie von 2005, wo Kampfeinsätze der Sowjetarmee im Jahr 1988 gegen die Mudschaheddin thematisiert werden, oder in Alexei Balabanows Fracht 200 (benannt nach dem gleichnamigen Codewort für den Gefallenentransport) von 2007.
Weitere Filme zum Thema sind Afghanistan Connection, Afghanistan pourquoi?, Bestie Krieg und Battle for Afghanistan.